# Sphinctomyrmex rufiventris
Sphinctomyrmex rufiventris é uma espécie de formiga do gênero Sphinctomyrmex.